# Études de médecine en France
En France, les études de médecine se réalisent dans des Unités de formation et de recherche (UFR) de médecine, au sein d'universités. La formation, d'une durée minimale de 10 ans après le baccalauréat, s'achève par la soutenance d’une thèse d'exercice, aboutissant à la délivrance du diplôme d'État de docteur en médecine, et d'un mémoire, donnant droit à un diplôme d'études spécialisées (DES), voire dans certains cas à une Formation Spécialisée Transversale (FST), portant la mention de la spécialité suivie[pas clair].
Familièrement, l’étudiant en médecine est appelé « carabin ».

## Historique

### Moyen Âge et Renaissance
L'enseignement médical se développe en France dès le XIIe siècle, hors de tout cadre institutionnel, en particulier à Montpellier, où s'organisent plusieurs écoles de médecine auxquelles sont conférées en 1220 ses premiers statuts d'Universitas medicorum,,,, puis, au XIIIe siècle, au sein des universités qui se constituent à Paris, Toulouse, Montpellier… où les écoles de médecine font partie des premières facultés avec celles de droit et de théologie.
Au cours de la Renaissance, l'enseignement médical s'émancipe progressivement de la tutelle cléricale au profit de l'État, tandis que se développe la connaissance de l'anatomie et des sciences naturelles (zoologie, botanique),.

### XVIIIesiècle

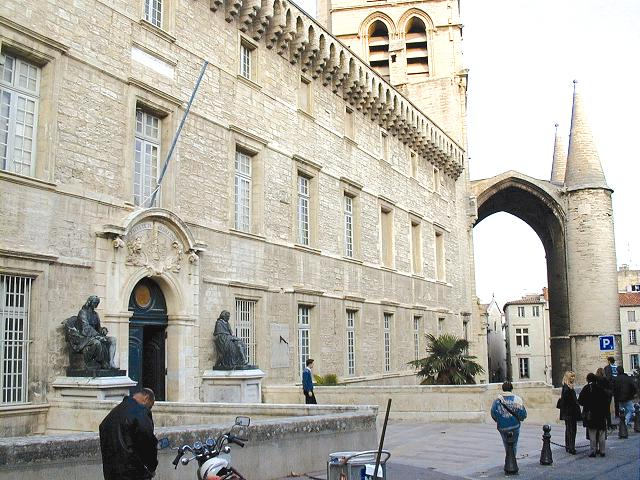
La faculté de médecine de Montpellier, la plus ancienne en activité du monde.

Sous l’Ancien Régime, la médecine était l’une des quatre facultés mais on n’y accédait généralement qu’après un passage par la faculté des arts. L’enseignement était essentiellement théorique et reposait sur la lecture et le commentaire des autorités.
L'édit royal de Marly du 18 mars 1707 réorganise les études et la pratique de la médecine  :

« Voulu par Louis XIV « perpétuel et irrévocable », il constitue le 1er grand texte de santé publique. Il réserve aux facultés françaises le droit de former les médecins qui exerceront sur le territoire, définit les obligations tant des étudiants que des professeurs, prévoit les sanctions en cas de manquement, garantit les moyens matériels d’en respecter les dispositions. Nonobstant les interdits de l’Église, l’accent est mis sur l’anatomie, étudiée en amphithéâtre de dissection. Il comporte également un volet social : obligation est faite aux médecins de réserver 1 jour/semaine aux soins gratuits aux indigents.
Malgré cet édit des différences perdurent notamment entre Paris, Montpellier et les facultés de province.
- article IX : nul ne pourra être admis, s'il n'a étudié pendant trois ans entiers…
- article XIV : un examen de deux heures devra être subi  à la fin de chacune des trois années, puis il subira un Acte (examen) pendant trois heures au moins, après lequel ils seront reçu Bachelier; puis trois mois après ils soutiendront un second Acte (examen) pendant quatre heures pour être Licencié, puis ils pourront subir un dernier Acte (examen) pendant cinq heures pour être reçu Docteur.
- article XVIII : Il faut être Maître és Art pour entrer en Faculté de Médecine
- article XXII : Les écoliers des dites Facultés seront tenus d'assister aux cours d'Anatomie, de Pharmacie galènique et chimique, aux démonstrations des plantes
- article XXV : « Enjoignons aux magistrats et aux directeurs des hôpitaux de faire fournir des cadavres aux professeurs pour faire des démonstrations d'anatomie pour enseigner les opérations de chirurgie. »
Les études s’écoulaient souvent sans que le futur médecin ait l’occasion d’examiner un seul malade. La licence conférait le titre de « Maître » et le droit légal d’exercer. Les épreuves étaient uniquement théoriques. »

Cependant, à partir de 1750 environ, mais très timidement, une partie pratique intervient, à travers la botanique mais aussi la clinique. Jusqu’à la Révolution, les chirurgiens n’étaient pas des médecins mais étaient considérés comme de simples exécutants (barbiers-chirurgiens).
Le système universitaire est supprimé en 1793 et les facultés de médecine sont remplacées, l’année suivante, par trois « écoles de santé », installées à Paris, Montpellier et Strasbourg, destinées à former en priorité des médecins et chirurgiens militaires, renommées « écoles de médecine » en 1796 , tandis que leur nombre augmente.

### XIXesiècle
La loi du 19 ventôse an XI (10 mars 1803) réorganise la profession et dispose que nul ne peut désormais exercer la médecine ou la chirurgie sans avoir été reçu docteur , sauf dans les campagnes déshéritées où exercent des « officiers de santé ». Les écoles de médecine retrouvent leur statut de facultés en 1808 avec la création de l’Université impériale.
Les officiers de santé sont sélectionnés par des jurys médicaux départementaux. Ils ne  sont pas nécessairement bacheliers et exercent de fait quasi uniquement dans les campagnes. Ce statut sera supprimé en 1892.
Ces officiers  ne doivent pas être confondus avec les officiers du service de santé chargés de la santé des militaires et des marins.
Le terme de médecin inclut désormais les chirurgiens et implique le passage par la faculté et donc la possession du baccalauréat (et la maîtrise du latin) . Ces études médicales sont séparés des études scientifiques (mathématiques, physique  et chimie) car Napoléon avait considéré que la médecine était un art qui impliquait de comprendre son patient[réf. nécessaire].
Au XIXe siècle, en réaction à l’évolution technique très rapide de la médecine et à la médiocrité de l’enseignement théorique universitaire (jusqu'en 1875, il n'existe que trois facultés de médecine, les écoles de médecine en province étant peu prestigieuses), sont instaurés l’externat et l’internat (créé en 1802), formations pratiques hospitalières accessibles sur concours, l’internat étant accessible uniquement aux anciens externes. Les étudiants en médecine commencent alors à négliger les examens de la faculté pour se consacrer à la préparation de ces concours, synonymes d’élite et de qualité de la formation, préparant à la médecine clinique à l'hôpital (externat, internat, voire poursuivre ; médecin des hôpitaux, chef de clinique, agrégé, professeur d'université). L’étudiant pouvait arriver au terme de ses études de médecin sans même avoir vu un seul patient, s’il avait raté ou ne s’était pas présenté au concours de l’externat.
À cette époque, l'hôpital devient prépondérant en termes de prestige sur la faculté de médecine. Devenant un lieu de formation, les médecins y restent pratiquement des bénévoles (ce qui leur donne une grande autonomie), travaillant à temps partiel mais se faisant une clientèle pour leur pratique libérale.
Progressivement se met en place une hiérarchie dans l'hôpital : les « grands patrons » (futurs mandarins pouvant exercer un véritable césarisme) dirigent les services importants (avec supériorité des Parisiens) occupant le sommet de la pyramide médicale au-dessus des spécialistes libéraux tandis que les médecins généralistes  forment la base du système.

### XXesiècle
La réforme hospitalière du 30 décembre 1958 fusionne la fonction d'enseignement universitaire et hospitalière (poste de Professeur des universités – Praticien hospitalier, PUPH) et instaure le temps plein hospitalo-universitaire, ayant notamment pour but de créer le Centre hospitalier universitaire et de mettre fin au départ de l'élite médicale vers les cliniques privées.
À la suite des événements de mai 68, le concours de l’externat fut supprimé, et tous les étudiants en médecine suivirent la formation pratique de qualité qu’est l’externat, devenu obligatoire (le terme « externe » disparut alors des textes, remplacé par le terme « étudiant hospitalier », toutefois il reste utilisé en pratique). Cela correspond à l’idéal hospitalo-universitaire (création des CHU en 1958) : la pratique (l’externat) et la théorie (les cours à l’université) sont réconciliées dans un seul et même cursus pour tous. Avec la loi Faure, les facultés de médecine deviennent des UER (puis UFR à partir de 1984) intégrées dans une université.
Cette réforme, corrélée à l’augmentation générale de la population étudiante, engendra un afflux massif d’étudiants dans les services des CHU. En réaction, il fut alors instauré en 1971 un concours de fin de première année de médecine, avec un système de numerus clausus, censé être fixé en fonction des capacités de formation des hôpitaux et des besoins de santé de la population, et qui sera encore réduit de moitié entre la fin des années 1970 et le début des années 1990,.
Jusqu'à la réforme de 1982 (qui entre en vigueur en 1985 dans les faits), tout médecin pouvait devenir spécialiste, soit en passant la voie sélective et hospitalière de l’internat, soit par la voie non-sélective et universitaire des certificats d’études spécialisées (CES). Ainsi existait une médecine spécialisée à deux vitesses entre « anciens internes des hôpitaux » et « anciens chefs de clinique des hôpitaux » d’une part, et titulaires de CES d’autre part. La réforme de 1982 supprima les CES de médecine et rendit l'internat obligatoire pour obtenir la « qualification ordinale » de spécialistes (car seul l'Ordre National des Médecins reconnait les qualifications), à travers les  Diplômes d’études spécialisées (DES), qui constituent dès lors un complément du diplôme de docteur en médecine. Les internes furent obligés de faire un stage en hôpital périphérique, c’est-à-dire non universitaire, faisant partie d’un Centre hospitalier régional ou CHR. L’Ordre national des médecins garde néanmoins la capacité d’attribuer la qualification ordinale de spécialiste par équivalence de titre ou validation des acquis dans certains cas.

### Évolutions récentes
Jusqu’en 2004, les futurs médecins ne passaient pas nécessairement le concours de l’internat. Le deuxième cycle était suivi d’une période appelée « résidanat », et qui durait deux ans et demi (trois ans pour les nouvelles promotions de résidents à partir de 2001).
Depuis la rentrée 2004, tous les étudiants en médecine doivent désormais passer l'examen national classant (renommé « épreuves classantes nationales » par la suite) et faire un internat. L’ancien résidanat devient alors l’internat de médecine générale, dans le cadre du processus de revalorisation de cette profession désertée de façon inquiétante.
Depuis la rentrée 2010, la première année du premier cycle d'études médicales, déjà commune avec odontologie, kinésithérapie et sage-femme, devient aussi commune avec les études de pharmacie, constituant la  « Première année commune aux études de santé »appelée aussi MMOPK. Sont aussi créés le diplôme de formation générale en sciences médicales sanctionnant la fin du premier cycle, qui a désormais une durée de trois ans et le diplôme de formation approfondie en sciences médicales, sanctionnant la fin du second cycle, également d'une durée de trois ans,.

## Déroulement des études
Les études se déroulent en trois cycles au sein d’une université ayant une unité de formation et de recherche de médecine (parfois mixte entre la médecine et la pharmacie), associée à l’un des 29 centres hospitaliers universitaires. Ces trois cycles se composent d'un premier cycle de trois ans dit « de formation générale », d'un deuxième cycle de trois ans dit « de formation approfondie », et d'un troisième cycle de quatre à cinq ans dit « d'études spécialisées ». La durée totale varie de dix (médecine générale) à onze ans (autre spécialité et une sous-spécialisation). Les études sont notamment sanctionnées par deux épreuves importantes : un concours à l'issue de la première année et les épreuves classantes nationales à l'issue de la sixième année.
En 2009, il y avait 201 078 étudiants en formation de santé, ce qui représente 27,4 % des étudiants en formation scientifique. À titre de comparaison, en 2009/2010, il y avait 2 316 103 étudiants dans l’ensemble des formations dont 1 444 583 dans les universités.
|                       | 2002    | 2003    | 2004    | 2005    | 2006    | 2007    | 2008    | 2009    | Évolution 2002/2009 |
| Médecine, odontologie | 120 930 | 130 356 | 138 532 | 146 589 | 154 076 | 158 995 | 161 933 | 170 228 | 40,8 %              |
| Pharmacie             | 25 349  | 26 281  | 27 788  | 29 624  | 31 296  | 31 871  | 31 221  | 30 850  | 21,7 %              |

### Premier cycle: diplôme de formation générale en sciences médicales (DFGSM)
Le premier cycle (connu sous le sigle de PCEM, Premier Cycle des Études Médicales et créé par l'arrêté du 18 février 1969), d’une durée de trois ans, débute par le Parcours Accès Spécifique Santé ou une Licence Accès Santé, commun aux études médicales, odontologiques, pharmaceutiques et de sage-femme (parfois de kinésithérapie et d'ergothérapie), se poursuit par la DFGSM2 (deuxième année de médecine, usuellement désignée sous le nom de P2) et se clôt par la DFGSM3 (troisième année de médecine, également désignée sous le nom de D1).
Pour être admis à s’inscrire en PASS ou en LAS, les candidats doivent justifier :
- soit du baccalauréat ;
- soit du diplôme d'accès aux études universitaires ;
- soit d’un diplôme français ou étranger admis en dispense ou équivalence du baccalauréat en application de la réglementation nationale ;
- soit d’une qualification ou d’une expérience jugées suffisantes[29].

Comme pour toute formation du système LMD, l’année est découpée en deux semestres et en « unités d’enseignement » (UE) qui se voient attribuer un certain nombre de crédits ECTS.
Au premier semestre, les enseignements sont communs à toutes les filières. Des épreuves sont organisées à la fin de celui-ci ; les étudiants mal classés peuvent être réorientés dans d’autres filières de l’université.
Au second semestre, les étudiants choisissent une ou des UE spécifique(s) à une filière, en plus de la formation commune. Les étudiants passent un concours à la fin de cette première année, débouchant sur quatre classements. Le redoublement de cette première année n’est autorisé qu’une seule fois  : le nombre de places ouvertes pour le passage en deuxième année (P2) étant réduit et le nombre de candidats important, la PACES est une année universitaire particulièrement difficile où beaucoup d'étudiants finissent par devoir se réorienter.
Depuis l'année universitaire 2020-2021, la PACES a laissé place, avec la réforme du premier cycle des études de santé, au PASS (Parcours d’Accès Spécifique Santé) et à la L.AS (Licence Accès Santé) dont les objectifs supposés étaient de diversifier le profil des étudiants et d'améliorer l'orientation et la réussite du premier cycle à l'université. Cette réforme est appliquée dans le contexte de l'année de pandémie et son application laborieuse[pas clair] donne lieu à de nombreuses polémiques puisque l'esprit de la loi du 24 juillet 2019 relative à l’organisation et à la transformation du système de santé peine à s'appliquer. Un ultime numerus clausus a été publié le 27 janvier 2021, fixant le nombre d’étudiants de première année commune aux études de santé autorisés à poursuivre leurs études en médecine, odontologie, pharmacie et maïeutique à la rentrée universitaire 2021-2022. Le Conseil d'État retoque la réforme le 8 juillet 2021 et contraint quinze universités à créer des places supplémentaires en deuxième année pour limiter cette injustice[non neutre].
La loi prévoit en effet qu'une part d’augmentation pour cette seule année du nombre d’étudiants admis en deuxième année de premier cycle [soit] spécifiquement destinée à la gestion de ces redoublants afin de ne pas créer d’inégalités au détriment des étudiants « primants ».
Les titulaires de certains diplômes, les élèves et anciens élèves des écoles normales supérieures et certains enseignants-chercheurs peuvent demander une entrée directe en troisième année.
Les deuxième et troisième années permettent de compléter la formation du premier cycle. Selon les textes en vigueur, celle-ci a pour objectifs :
- l’acquisition des connaissances scientifiques de base, indispensables à la maîtrise ultérieure des savoirs et des savoir-faire nécessaires à l’exercice des métiers médicaux. Cette base scientifique est large, elle englobe la biologie, certains aspects des sciences exactes et plusieurs disciplines des sciences humaines et sociales ;
- l’approche fondamentale de l’homme sain et de l’homme malade, incluant tous les aspects de la séméiologie.

Quatre principes régissent l’acquisition de ces connaissances :
- le rejet de l’exhaustivité : l’enjeu est d’acquérir des concepts qui permettront à l’étudiant, au cours de ses études ultérieures et de sa vie professionnelle, de disposer des outils pour faire évoluer ses savoirs et ses savoir-faire. La progression très rapide des connaissances impose des choix et conduit à rejeter toute idée d’exhaustivité. Elle rend aussi nécessaire une initiation à la recherche dans le champ de la santé ;
- la participation active de l’étudiant : afin de favoriser l’efficience de la formation, il convient de privilégier, chaque fois que cela est possible, l’acquisition des connaissances à travers la participation active de l’étudiant sous forme de travaux dirigés, d’exposés, de résolution de cas, de stages pour lesquels un contrôle des connaissances adapté est mis en place ;
- la pluridisciplinarité : les métiers de la santé, au service de l’Homme, s’appuient sur de nombreuses disciplines, et l’apprentissage de la pluridisciplinarité est nécessaire. Cet apprentissage se fait par la mise en place d’unités d’enseignement faisant appel à des spécialistes de disciplines différentes autour de l’étude d’un organe, d’une grande fonction, d’une problématique de santé publique ;
- l’ouverture : les métiers de la santé sont nombreux et variés, de même que les pratiques professionnelles. Il convient de préparer, dès le niveau licence, les différentes orientations professionnelles. Dans ce but, la formation comprend, outre un tronc commun, des unités d’enseignement librement choisies ou libres. Elles peuvent permettre un approfondissement des connaissances acquises dans le cadre du tronc commun. Elles peuvent également correspondre à une initiation à la recherche à travers des parcours de masters. Elles peuvent enfin concerner des disciplines non strictement médicales. Elles permettent ainsi aux étudiants d’acquérir des spécificités et de s’engager éventuellement dans des doubles cursus qu’ils pourront développer au cours de leur formation de niveau master[23].

Il n’y a pas de programme national mais une liste d’items constituant la « trame destinée à faciliter la réflexion des enseignants ainsi qu’une certaine harmonisation des programmes entre les universités ».
Le diplôme de formation générale en sciences médicales sanctionne le premier cycle. Ce diplôme confère le grade de licence.

### Deuxième cycle: diplôme de formation approfondie en sciences médicales (DFASM)
Le deuxième cycle a une durée de trois ans : il débute par la DFASM1 (D2), se poursuit par la DFASM2 (D3) et se clôt par la DFASM3 (D4). Peuvent s’y inscrire les étudiants titulaires du diplôme de formation générale en sciences médicales (DFGSM) .
Selon les textes en vigueur, ces études ont pour objectif l’acquisition des compétences génériques permettant aux étudiants d’exercer par la suite, en milieu hospitalier ou en milieu ambulatoire, les fonctions du deuxième cycle et d’acquérir les compétences professionnelles de la formation dans laquelle ils s’engageront au cours de leur spécialisation. Les compétences à acquérir sont celles de communicateur, de clinicien, de coopérateur, membre d’une équipe soignante pluriprofessionnelle, d’acteur de santé publique, de scientifique et de responsable sur le plan éthique et déontologique.
Les étudiants accomplissent trente-six mois de stages incluant les congés annuels dont le stage librement choisi intervenant entre la validation du deuxième cycle et la nomination en qualité d’interne. Ils participent également à au moins vingt-cinq gardes qui font partie intégrante de la formation. Ainsi ces trois années furent couramment appelées « externat » (terme qui est une survivance de l’ancien concours de l’externat supprimé à la suite des manifestations de 1968). Les textes officiels et les textes internes des CHU et des universités parlent d’« étudiants hospitaliers ». Ils sont salariés sous contrat à durée déterminée, rattachés à une caisse de sécurité sociale non étudiante. Les stages sont choisis par grilles en début de chaque année ou trimestre, soit par classement au mérite, soit par classement alphabétique. Les stages consistent en cinq matinées par semaine dans les services. Certains stages sont rendus obligatoires par les textes réglementaires (pédiatrie, gynécologie obstétrique, chirurgie, médecine interne et urgences) et peuvent alors intégrer l’enseignement théorique (l’externe est alors présent à l’hôpital toute la journée). Inversement, certains services n’ont pas d’externes, cela dépend des accords passés avec l'université.
Plusieurs étudiants sont en principe sous la responsabilité d’un senior (chef de clinique ou praticien hospitalier), mais il arrive en pratique souvent qu'ils soient encadrés par des internes. L'étudiant apprend à reconnaître les différents signes d’une maladie, c'est la sémiologie. Il n’a pas à ce stade de responsabilité thérapeutique, ni le droit de prescrire. L’étudiant est cependant responsable de ses actes (responsabilité civile, qui nécessite la souscription d’une assurance idoine)[réf. nécessaire].
Certaines universités ont remplacé le mi-temps (matinées) permanent par un temps plein par alternance : les externes sont alors présents toute la journée mais seulement 6 semaines sur 3 mois dans certains cas ou 2 mois sur 4 dans d'autres cas. Le temps restant est consacré aux enseignements, aux examens, à la préparation des épreuves classantes nationales.
Pendant l’externat, l’enseignement magistral, de plus en plus remplacé par des travaux dirigés, se fait en alternance avec des stages hospitaliers : cet enseignement est un véritable compagnonnage où l’externe aborde par « cas cliniques » de véritables situations vécues dans les services.
La rémunération des stages est de 1 536 euros bruts annuel en quatrième année, 2 980,96 euros en cinquième année et 3 330,61 euros en sixième année. Une garde est rémunérée 52 euros bruts,. L’étudiant externe a le statut de salarié et cotise au régime salarié de la sécurité sociale, et à la caisse de retraite La caisse de retraite complémentaire des externes est l’IRCANTEC, comme c’est le cas pour les internes et les praticiens hospitaliers. Les externes, comme tout salarié, ont cinq semaines de congés payés.
Un certificat de compétence clinique est organisé au cours des deux derniers semestres, il est destiné à vérifier les compétences acquises par les étudiants et leur capacité à les synthétiser. Autrefois[Quand ?] indispensable pour remplacer un médecin généraliste, ce certificat est désormais sans utilité spécifique, la validation complète du deuxième cycle étant indispensable pour devenir interne et pour obtenir une licence de remplacement.
Le diplôme de fin de deuxième cycle des études médicales est reconnu dans l’Union européenne.
Le diplôme de formation approfondie en sciences médicales (DFASM) est délivré aux étudiants qui ont validé l’ensemble des unités d’enseignement ainsi que le certificat de compétence clinique, organisé au cours des deux derniers semestres de formation. Les titulaires diplômés depuis l'année universitaire 2015-2016 ont le grade de master,.

#### Épreuves classantes nationales
Ces épreuves classantes nationales s'adressent aux étudiants de médecine en fin de deuxième cycle.
À l'issue des épreuves, suivant son classement, l’étudiant choisit son centre hospitalier universitaire (et donc sa ville) d’affectation, ainsi que sa filière. Ce choix s’effectue sur internet (phase de pré-choix et simulations, puis phase de choix). Cette procédure permet à l’étudiant de choisir son poste en ayant pleinement connaissance des places disponibles.
Le nombre de postes d'internes à pourvoir chaque année dans les différentes spécialités est défini par un arrêté du gouvernement publié au Journal Officiel.
En 2022, 9 024 postes sont offerts (contre 8 791 en 2021) dont 913 pour les spécialités chirurgicales, 7 734 pour les disciplines médicales et 107 en biologie médicale, soit par spécialité,:
- Allergologie (28)
- Anatomie et cytologie pathologiques (59)
- Anesthésie-réanimation (495)
- Biologie médicale (107)
- Chirurgie maxillo-faciale (26)
- Chirurgie orale (14)
- Chirurgie orthopédique et traumatologique (127)
- Chirurgie pédiatrique (29)
- Chirurgie plastique, reconstructrice et esthétique (28)
- Chirurgie thoracique et cardiovasculaire (25)
- Chirurgie vasculaire (28)
- Chirurgie viscérale et digestive (87)
- Dermatologie et vénérologie (103)
- Endocrinologie-diabétologie-nutrition (95)
- Génétique médicale (21)
- Gériatrie (194)
- Gynécologie médicale (87)
- Gynécologie obstétrique (222)
- Hématologie (49)
- Hépato-gastro-entérologie (138)
- Maladies infectieuses et tropicales (56)
- Médecine cardiovasculaire (194)
- Médecine d'urgence (487)
- Médecine et santé au travail (116, seule spécialité à perdre des postes offerts par rapport à 2021)
- Médecine générale (3634)
- Médecine intensive-réanimation (101)
- Médecine interne et immunologie clinique (134)
- Médecine légale et expertises médicales (26)
- Médecine nucléaire (33)
- Médecine physique et de réadaptation (103)
- Médecine vasculaire (48)
- Néphrologie (86)
- Neurochirurgie (27)
- Neurologie (135)
- Oncologie (126)
- Ophtalmologie (155)
- Oto-rhino-laryngologie – chirurgie cervico-faciale (87)
- Pédiatrie (345)
- Pneumologie (130)
- Psychiatrie (539)
- Radiologie et imagerie médicale (261)
- Rhumatologie (88)
- Santé publique (87)
- Urologie (64)

En 2021, 183 postes n'ont pas été pourvus (soit 2% du nombre total offert) notamment en psychiatrie (71), gériatrie (26) et biologie médicale (16) . La médecine et santé au travail et la santé publique sont également peu demandées.

### Troisième cycle: diplôme d'études spécialisées (DES)
Le troisième cycle des études médicales est plus communément désigné sous le nom d'internat, voire de résidanat. Il est différent du troisième cycle universitaire et ne donne pas le grade de doctorat,.
L'article 1er du décret no 2004-67 du 16 janvier 2004 établit que :

« Peuvent accéder au troisième cycle des études médicales :  
- les étudiants ayant validé le deuxième cycle des études médicales en France, à l'issue des épreuves classantes nationales informatisées (ECNi) ;
- les étudiants ressortissants des États membres de la Communauté européenne, de la Confédération suisse, de la Principauté d’Andorre ou des états parties à l’accord sur l’Espace économique européen, autres que la France, titulaires d’un diplôme de fin de deuxième cycle des études médicales ou d’un titre équivalent délivré par l’un de ces états. »

Cet article est abrogé par le décret no 2013-756 du 19 août 2013 qui introduit à sa place l'article R632-2 du Code de l'éducation. Modifié trois fois, ce dernier article dispose, dans sa version du 9 septembre 2021, que :

« [...] Peuvent participer à ces épreuves, sous réserve de la condition mentionnée au premier alinéa de l'article R. 632-2-2 :
1. Les étudiants ayant validé la deuxième année du deuxième cycle des études de médecine en France ;
2. Les étudiants ayant validé l'avant-dernière année d'une formation médicale de base au sens de l'article 24 de la directive n° 2005/36/ CE du Parlement européen et du Conseil du 7 septembre 2005 relative à la reconnaissance des qualifications professionnelles dans un État membre de l'Union européenne, un État partie à l'accord sur l'Espace économique européen, la Confédération suisse ou la Principauté d'Andorre. »

#### Internat

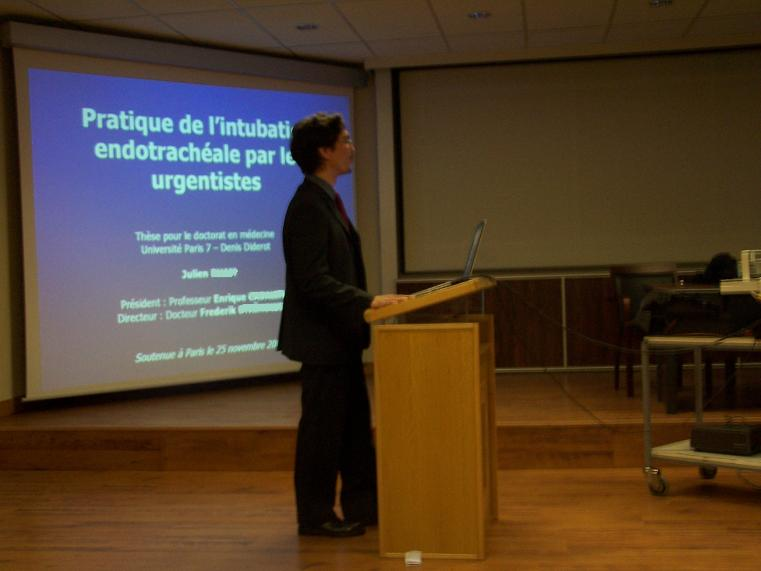
Soutenance d’une thèse d'exercice.

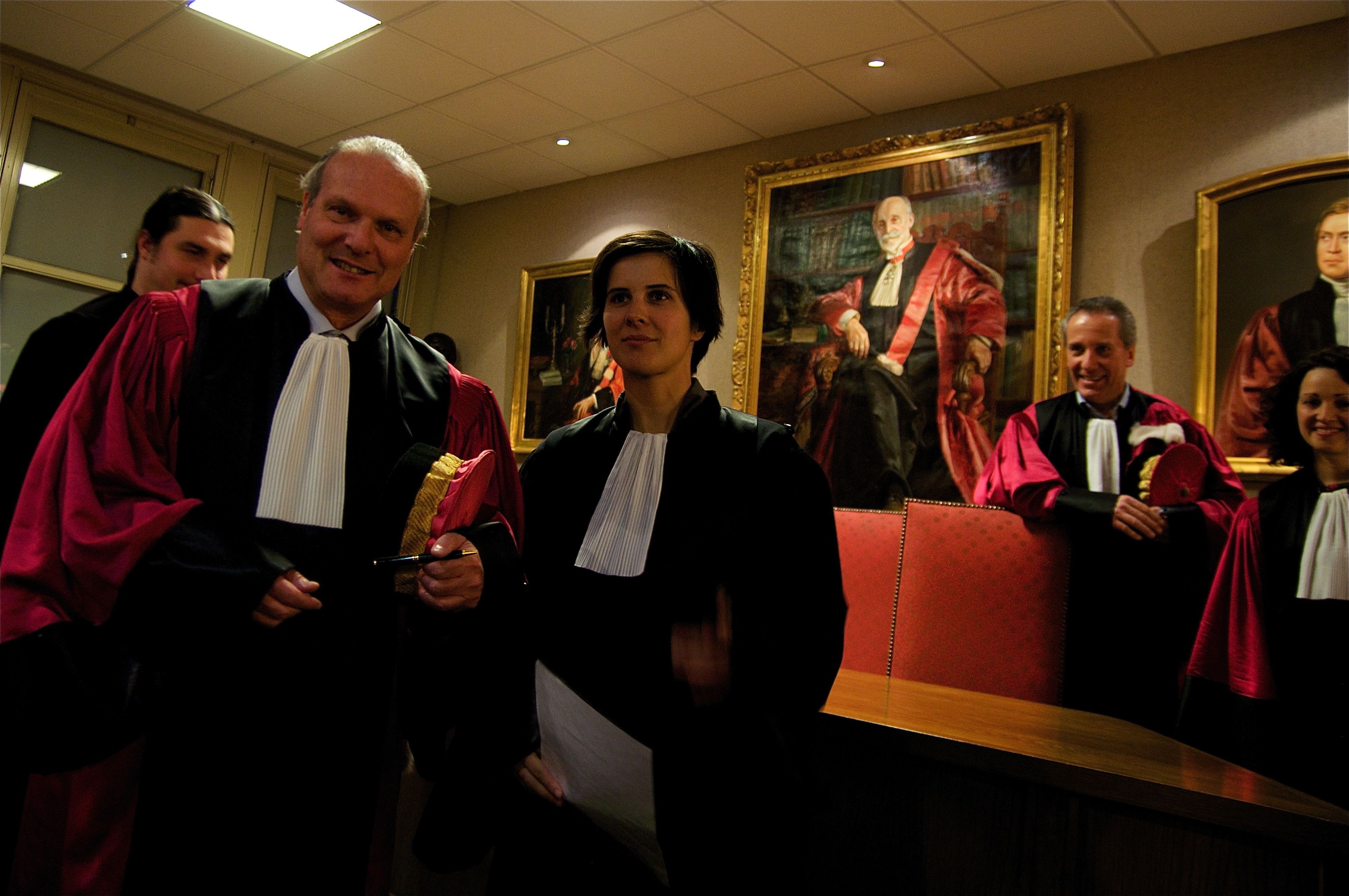
Israël Nisand lors d'une soutenance de thèse à Strasbourg.

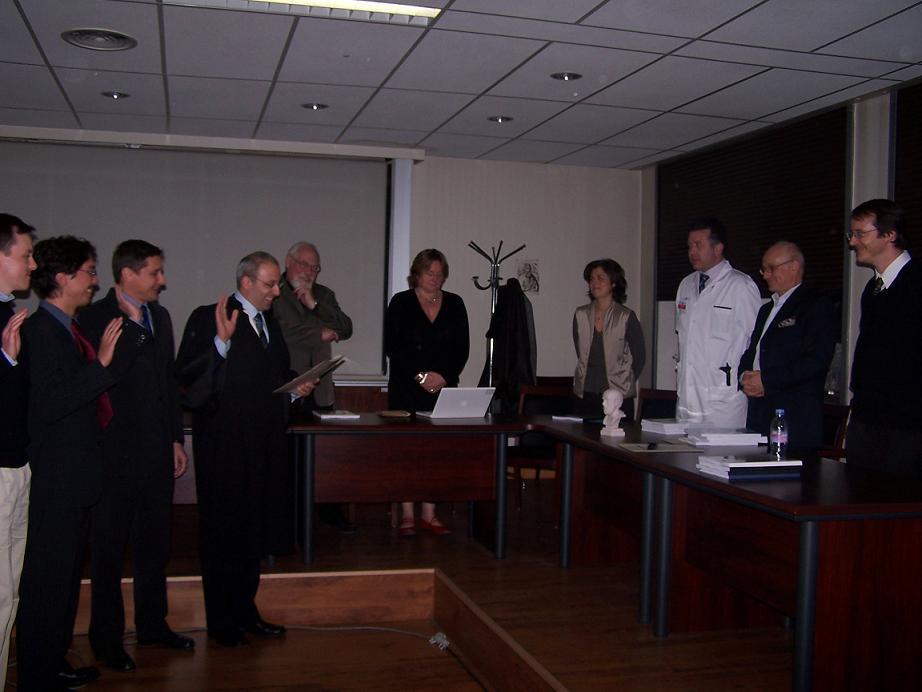
Thésards prêtant le serment médical. devant les membres du jury, Paris, 2008.

L'interne en médecine a un double statut d'étudiant et d'agent public, il est un praticien en formation spécialisé. Les années de formation de l'internat comptent comme années d'études et l'interne a comme étudiant l'obligation de suivre des formations universitaires. Il a aussi un rôle de professionnel de santé assurant à ce titre des missions de prévention, de soin et de diagnostic sous la responsabilité d'un « senior », avec lequel il partage la responsabilité de son droit de prescription. L'interne est toujours en formation puisqu'il ne peut pas exercer sans compléter son internat, et ne peut qu'effectuer des remplacements temporaires sous conditions. L'enseignement lors de l'internat est majoritairement pratique.[réf. nécessaire]
L’internat dure de quatre ans (pour l'internat de médecine générale) à six ans (pour l'internat de chirurgie). L'interne doit valider l'ensemble des stages de six mois requis pour son diplôme d'études spécialisées. Ces stages peuvent être hospitaliers, en structures de soins extra-hospitalières ou effectués auprès de médecins généralistes.[réf. nécessaire]
Il soutient un mémoire portant sur un sujet de sa spécialité qui peut être confondu avec sa thèse d'exercice lorsque celle-ci est soutenue lors de la dernière année d'internat. Cette dernière lui confère, après soutenance avec succès, le diplôme d'État de docteur en médecine.
L'interne peut effectuer des remplacements de médecins installés, sous réserve qu’il ait validé un certain nombre de semestres, et qu'il ait obtenu une « licence de remplacement » auprès du conseil départemental de l’Ordre des médecins),,.
Comme les externes, ils sont salariés sous contrat à durée déterminée, rattachés à une caisse de sécurité sociale non étudiante et comme tout salarié, ont cinq semaines de congés payés.[réf. nécessaire]

#### Diplôme d'État de docteur en médecine

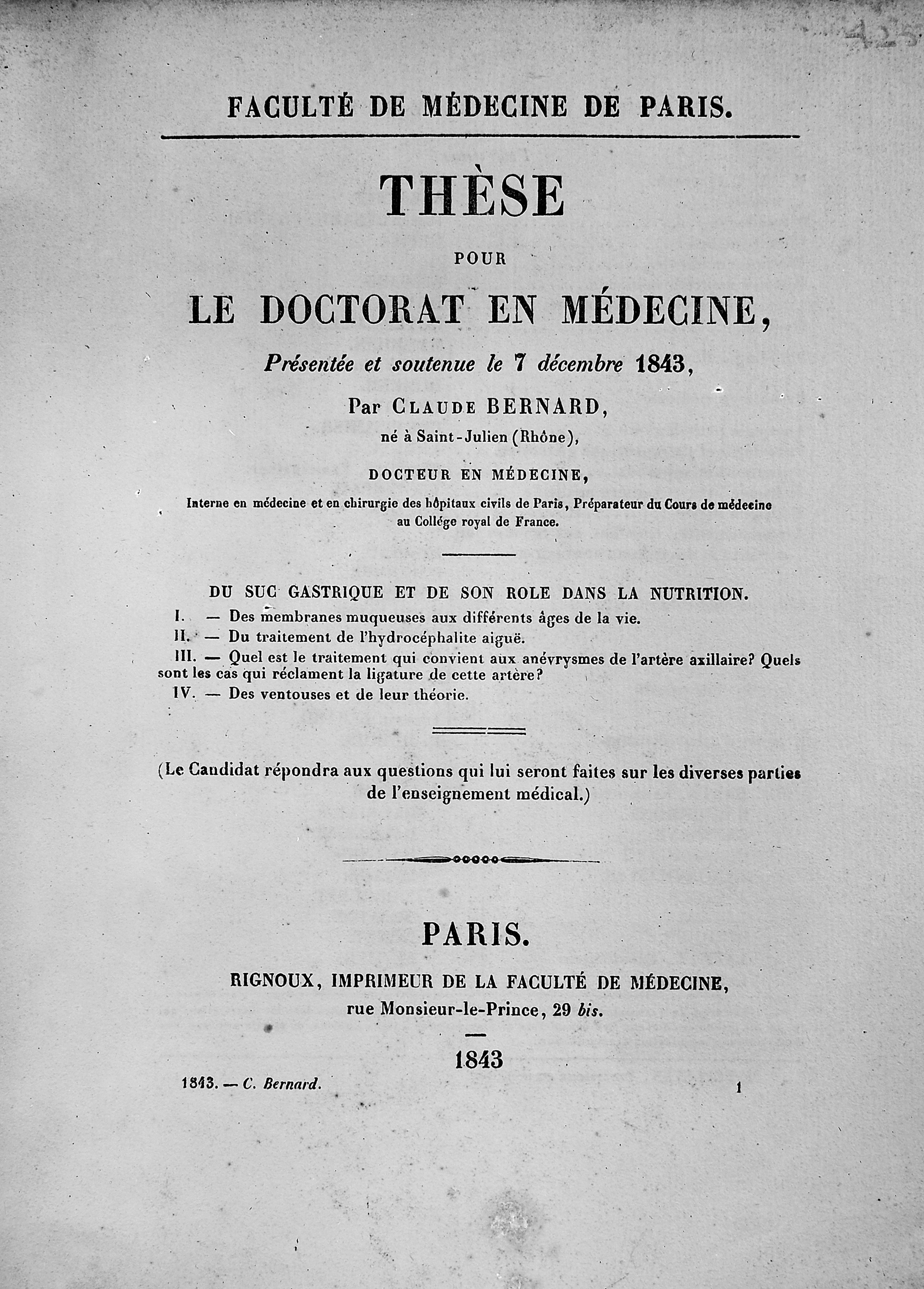
Page de titre de la thèse de doctorat en médecine de Claude Bernard (1843)

Le diplôme d'État de docteur en médecine est un diplôme français sanctionnant la fin des études de médecine et la soutenance de la thèse d'exercice. Il fait suite au troisième cycle de formation et à une première expérience professionnelle en qualité d'interne en médecine. Il est classé au niveau 7 du Répertoire national des certifications professionnelles (RNCP) et du Cadre européen des certifications (CEC).
Ce diplôme d'État est indispensable à l'inscription au tableau de l'Ordre des Médecins et donc à l'exercice de la médecine en France,. Pour exercer la médecine, ce diplôme doit être complété par un diplôme d'études spécialisées (DES) mentionnant la spécialité exercée par son bénéficiaire, y compris la médecine générale.
Cette thèse est différente d'une thèse de recherche conduisant au diplôme national de doctorat. Elle ne confère pas le grade universitaire de doctorat. Une fois soutenue, la thèse d'exercice est déposée en plusieurs exemplaires dans différentes bibliothèques, dont une bibliothèque de référence. Toutefois, contrairement à une thèse de recherche, son archivage, son signalement dans les outils bibliographiques, ainsi que sa diffusion en ligne, ne sont pas obligatoires et dépendent de la politique des établissements qui délivrent les diplômes.
Conformément à l'arrêté du 12 avril 2017 portant organisation du troisième cycle des études de médecine,

« La thèse est un travail de recherche ou un ensemble de travaux approfondis qui relèvent de la pratique de la spécialité préparée. Elle est rédigée par l'étudiant et peut porter sur un thème spécifique de recherche clinique ou fondamentale.
[…]
La thèse conduisant au diplôme d'Etat de docteur en médecine est soutenue devant un jury composé d'au moins trois membres dont le président du jury, professeur des universités titulaire des disciplines médicales désigné par le président de l'université sur proposition du directeur de l'unité de formation et de recherche médicale concernée. Un médecin des armées peut faire partie d'un jury de thèse. Lorsque ce praticien est professeur agrégé du Val-de-Grâce, il peut présider le jury.
Pour la médecine générale, le jury peut être composé en tant que de besoin d'enseignants associés de médecine générale, à l'exception de son président. »

Selon les universités, cette soutenance publique est entourée d'un certain cérémonial, avec toge universitaire et formules consacrées. Les nouveaux docteurs en médecine prêtent le serment d'Hippocrate.

#### Diplôme d'études spécialisées (DES)
En France, un « diplôme d'études spécialisées » (DES) est délivré aux médecins, comme dans les études des pharmaciens ou chirurgiens-dentistes ayant effectué une formation de 3e cycle hospitalière , de 4 à 6 ans en fonction des spécialités, et soutenu un mémoire. Tous les nouveaux docteurs en médecine sont titulaires d'un DES, accompagnant leur diplôme d'État de docteur en médecine (commun à tous les médecins) et précisant leur spécialité. Le DES peut être complété par un diplôme d'études spécialisées complémentaires (DESC).
L'obtention d'un DES est conditionnée à la validation de trois éléments :
- la formation théorique (environ 200 heures), axée sur la spécialité ;[réf. nécessaire]
- la formation pratique : 6 à 12 semestres d'internat suivant les spécialités (6 semestres pour la médecine générale, 8 semestres pour la biologie médicale, 8 à 10 semestres pour la plupart des spécialités médicales, 10 semestres pour la psychiatrie (depuis novembre 2022), 8 à 12 semestres pour les spécialités chirurgicales. Les semestres à accomplir dépendent de la maquette de chaque DES définie par arrêté ministériel[74] ;
- la soutenance d'un mémoire, distinct de la thèse de médecine, portant sur un sujet de la spécialité.

En fonction de leur classement aux épreuves classantes nationales (ECN) qui disparaîtront définitivement en 2024 au profit des épreuves dématérialisées nationales (EDN), les étudiants en médecine choisissent leur affectation de spécialité et de ville (ou subdivision). Les 11 disciplines disponibles sont : médecine générale, spécialités médicales, spécialités chirurgicales, pédiatrie, gynécologie-obstétrique, gynécologie médicale, anesthésie-réanimation, psychiatrie, santé publique, médecine du travail, biologie médicale. Chaque discipline correspond à un DES, et donc à une qualification de spécialiste, hormis les spécialités médicales et les spécialités chirurgicales, qui regroupent plusieurs DES.[réf. souhaitée]
La spécialité précise (correspondant à un DES) parmi les spécialités médicales (cardiologie, pneumologie, etc.) ou parmi les spécialités chirurgicales (ORL, neurochirurgie, ophtalmologie, chirurgie générale) est également fixée au moment du choix suivant les EDN, car la « filiarisation » intégrale a été totalement mise en œuvre en 2017.[réf. nécessaire]
Le choix de discipline peut faire l'objet d'un droit au remords pendant les 2 premières années d'internat : l'interne peut être réaffecté dans une discipline au sein de la même subdivision, pourvu qu'il ait été classé en rang utile pour choisir cette discipline l'année où il a passé les ECN. Cette possibilité n'est offert qu'une fois au cours de l'internat. De même, au sein des spécialités médicales ou des spécialités chirurgicales, l'interne peut changer de DES une fois, pendant les 2 premières années d'internat. Au bout de 4 semestres validés, l'interne est définitivement inscrit dans le DES auquel il postule.[réf. nécessaire]
Depuis l'hiver 2022, les formations médicales, chirurgicales et biologiques durent entre quatre et six ans à compter de la septième année des études de médecine. Le troisième cycle est séparé en 3 phases : socle pendant un an ; approfondissement pendant deux à trois ans selon la spécialité et consolidation pendant un ou deux ans selon la spécialité. Certains DES sont appelés co-DES car ils possèdent la phase de socle en commun, il s'agit de :
- allergologie, maladie infectieuse et tropicale, médecine interne et immunologie clinique ;
- médecine cardiovasculaire et médecine vasculaire ;
- anesthésie-réanimation et médecine intensive-réanimation.

D'autres sont dits à options précoces, puisque leur choix influençant les stages à réaliser :
- chirurgie pédiatrique ;
- oncologie ;
- biologie médicale.

Il est par ailleurs possible de réaliser des options (propre à un DES) et des formations transversales spécifiques (ouvertes à plusieurs DES). Celles-ci rallongent d'un an la durée des études si elle est inférieure ou égale à 4 ans. L'année supplémentaire s'applique également pour la réanimation pédiatrique (DES de pédiatrie) et la radiologie interventionnelle avancée.

##### Diplômes d'études spécialisées de la discipline chirurgicale
Études en quatre ans (1 année de phase socle, 2 d'approfondissement et 1 de consolidation) :
- chirurgie orale

Études en six ans (1 année de phase socle, 3 d'approfondissement et 2 de consolidation) :
- chirurgie maxillo-faciale
- chirurgie orthopédique et traumatologique
- chirurgie pédiatrique (avec deux options à choix précoce : chirurgie viscérale pédiatrique ou orthopédie pédiatrique)
- chirurgie plastique, reconstructrice et esthétique
- chirurgie thoracique et cardiovasculaire
- chirurgie vasculaire
- chirurgie viscérale et digestive (avec une option possible en endoscopie chirurgicale)
- gynécologie obstétrique
- neurochirurgie (avec une option possible en neurochirurgie pédiatrique)
- ophtalmologie (avec une option possible en chirurgie ophtalmopédiatrique et strabologique)
- oto-rhino-laryngologie - chirurgie cervico-faciale (avec une option possible en audiophonologie (audiologie et phoniatrie)
- urologie

##### Diplômes d'études spécialisées de la discipline médicale
Études en quatre ans (1 année de phase socle, 2 d'approfondissement et 1 de consolidation). Dans ces spécialités, toutes options rajoutent automatiquement une année d'études :
- allergologie
- dermatologie et vénéréologie
- endocrinologie-diabétologie-nutrition
- génétique médicale
- gériatrie
- gynécologie médicale
- hépato-gastro-enterologie (avec une option possible en endoscopie de niveau 2 ou proctologie)
- médecine cardiovasculaire (avec une option possible en cardiologie interventionnelle de l'adulte, rythmologie interventionnelle et stimulation cardiaque ou imagerie cardiovasculaire d'expertise)
- médecine d'urgence
- médecine et santé au travail
- médecine générale
- médecine légale et expertise médicale
- médecine nucléaire
- médecine physique et de réadaptation
- médecine vasculaire
- néphrologie
- neurologie
- rhumatologie
- santé publique (avec une option possible administration de la santé)

Études en cinq ans (1 année de phase socle, 3 d'approfondissement et 1 de consolidation) :
- anatomie et cytologie pathologique
- anesthésie-réanimation (avec une option possible de réanimation pédiatrique)
- hématologie
- maladies infectieuses et tropicales
- médecine intensive-réanimation (avec une option possible de réanimation pédiatrique)
- médecine interne et immunologie clinique
- oncologie (avec une option possible en oncologie médicale ou en oncologie radiothérapie)
- pédiatrie (avec une option possible en néonatologie, réanimation pédiatrique, neuropédiatrie ou pneumopédiatrie. La réanimation pédiatrique rajoute une année de consolidation).
- pneumologie
- psychiatrie (avec une option possible psychiatrie de l'enfant et de l'adolescent ou psychiatrie de la personne âgée) (depuis novembre 2022)
- radiologie et imagerie médicale (avec une option possible en radiologie interventionnelle avancée, cette option rajoute une année de consolidation).

##### Diplôme d'études spécialisées de la discipline biologique
Études en quatre ans (2 années de phase socle, 1 d'approfondissement et 1 de consolidation) spécialisées en biologie médicale (filière commune avec les études de pharmacie). Le seul choix possible réside sur les options précoce :
- biologie générale
- médecine moléculaire, génétique et pharmacologie
- hématologie et immunologie
- agents infectieux
- biologie de la reproduction

##### Formations spécialisées transversales
- addictologie
- bio-informatique médicale
- cancérologie déclinaison hémato-cancérologie pédiatrique
- cancérologie traitements médicaux des cancers, déclinaison cancérologie de l'adulte
- cardiologie pédiatrique et congénitale
- chirurgie de la main
- chirurgie en situation de guerre ou de catastrophe
- chirurgie orbito-palpébro-lacrymale
- douleur
- expertise médicale-préjudice corporel
- fœtopathologie
- génétique et médecine moléculaire bioclinique
- hématologie bioclinique
- hygiène-prévention de l'infection, résistances
- maladies allergiques
- médecine scolaire
- médecine et biologie de la reproduction-andrologie
- médecine du sport
- nutrition appliquée
- pharmacologie médicale/thérapeutique
- soins palliatifs
- sommeil
- thérapie cellulaire/transfusion
- urgences pédiatriques

#### Double cursus médecine-diplôme national de doctorat
En France, l'ENS Ulm et l'ENS Lyon proposent un cursus médecine-sciences en partenariat avec les facultés de médecine locales. L'admission des candidats est très sélective,.
L'école de l'INSERM propose aussi à travers plusieurs sites un cursus médecine-recherche pour initier les étudiants en médecine à la recherche.
Il est aussi possible de faire un pause dans ses études médicales pour compléter un diplôme de master suivi, directement ou pas, d'un doctorat avant l'internat, ou encore d'effectuer ce master et ce doctorat après l'internat.
Ces doubles cursus ouvre la possibilité d'une poursuite de carrière hospitalo-universitaire. Le médecin-chercheur sera alors capable de mener ses propres recherches scientifiques en parallèle de son activité de pratique hospitalière et de l'enseignement universitaire.
Il existe des programmes similaires en sciences pharmaceutiques et en odontologie/médecine bucco-dentaire.

## Clinicat et assistanat
Pour certaines spécialités et notamment la chirurgie, il est nécessaire de réaliser des études complémentaires. Il s’agit d’un clinicat universitaire (de deux à quatre ans) ou d’un assistanat de spécialité (d’au moins 1 an). La durée de formation totale pour ces spécialités est donc de 12 à 16 ans.
Pour d'autres spécialités, l'accès au secteur 2 est conditionné au clinicat ou à l'assistanat hospitalier.
Enfin, pour certains médecins et notamment les médecins généralistes, le clinicat est une porte d'entrée dans l'enseignement, la recherche et les carrières universitaires.

### Textes législatifs et réglementaires
- Loi no 2009-833 du 7 juillet 2009 portant création d'une première année commune aux études de santé et facilitant la réorientation des étudiants
- Code de l’éducation, article L631-1 à L631-2 « Les formations de santé - Dispositions communes »
- Code de l’éducation, article L632-1 à L632-13 « Les formations de santé - Les études médicales »
- Décret n°2004-67 du 16 janvier 2004 relatif à l’organisation du troisième cycle des études médicales,
- Arrêté du 22 mars 2011 relatif au régime des études en vue du diplôme de formation générale en sciences médicales
- Arrêté du 26 juillet 2010 relatif aux modalités d'admission directe en troisième année des études médicales, odontologiques, pharmaceutiques ou de sage-femme
- Arrêté du 8 avril 2013 relatif au régime des études en vue du premier et du deuxième cycle des études médicales et son annexe
- Arrêté du 28 octobre 2009 relatif à la première année commune aux études de santé
- Arrêté du 12 juillet 2010 relatif aux émoluments, rémunérations ou indemnités des personnels médicaux exerçant leurs fonctions à temps plein ou à temps partiel dans les établissements publics de santé
- Arrêté du 12 juillet 2010 relatif aux gardes des étudiants en médecine